# Knut Hansson
Knut Hansson (9 maggio 1911 – 10 febbraio 1990) è stato un calciatore svedese, di ruolo attaccante.